# دیورتیکول
در پزشکی یا زیست‌شناسی، دیوِرتیکول یا دایوِرتیکولوم (به انگلیسی: Diverticulum)، نوعی بیرون‌زدگی از یک ساختار توخالی (یا پر از مایع) در بدن است. بر اساس این‌که چه لایه‌هایی از ساختار درگیر باشند، دیورتیکول‌های مربوط به‌صورت حقیقی یا کاذب توصیف می‌گردند.
در پزشکی، این عبارت اغلب بیان‌گر این است که ساختار مورد نظر در حالت عادی وجود ندارد. با این حال، در رویان‌شناسی این عبارت را برای برخی از ساختارهای طبیعی که از دیگر ساختارها برآمده باشند به کار می‌برند، مثل دیورتیکول تیروئید که از زبان نشأت می‌گیرد.
واژهٔ دیوِرتیکول از لاتین Dīverticulum، به معنای «جادهٔ فرعی» یا «جادهٔ کوچک کم عبور و مرور» است.

## مثال‌ها
دیورتیکول‌های متعدد در دیوارهٔ رودهٔ بزرگ را دیورتیکولوز می‌نامند. دیورتیکول مری، دیورتیکول مثانه و دیورتیکول مکل نیز در انسان مشاهده می‌شود. دیورتیکول‌ها یا کاذب هستند یا واقعی (دیوارهٔ دیورتیکول دارای دیوارهٔ ماهیچه‌ای وادوانتیس نیز هست).

## دیورتیکولوز رودهٔ بزرگ
دیورتیکول یک کیسهٔ حباب‌مانند است که در اثر افزایش فشار داخل رودهٔ بزرگ و وارد شدن آن به دیوارهٔ روده و ایجاد بیرون‌زدگی‌های بادکنک‌شکل نازک از میان بخش‌های ضعیف شدهٔ دیوارهٔ رودهٔ بزرگ، پدید می‌آید. وجود این دیورتیکول‌ها را دیورتیکولوز گویند که در ۳۰ تا ۴۰ درصد افراد بالای ۵۰ سال ایجاد می‌شود و شیوع آن در دهه‌های بعد افزایش می‌یابد. در بیشتر افراد، دیورتیکول‌ها هرگز علامتی ایجاد نمی‌کنند. این عارضه ممکن است باعث انقباضات شکمی و درد در قسمت زیرین شکم شود که تنها با دفع گاز یا حرکت روده برطرف می‌گردد.
دو عارضهٔ اصلیِ دیورتیکولوز، خونریزی و التهاب (دیورتیکولیت) است. خونریزی از دیورتیکول‌ها باعث دفع خون روشن همراه با مدفوع می‌شود و نشانگر این است که باید فوراً به پزشک مراجعه شود. التهاب باعث درد شکمی حاد اغلب در قسمت زیرین و چپ شکم می‌شود. پارگی دیورتیکول‌ها می‌تواند منجر به التهاب صفاق تهدیدکنندهٔ حیات گردد.

## علل
علت دقیقی برای این بیماری شناخته نشده‌است اما تا حدودی ارثی است و طی مطالعات بر روی جانوران و همچنین انسان علت این بیماری را به یبوست مزمن و افزایش فشار داخل کولون طی مدت طولانی وابسته دانسته‌اند.
رژیم‌های کمفیبر و کم‌حجم علاوه بر ایجاد یبوست، همچنین در درازمدت سبب دیورتیکول می‌شود. به علت کم‌حجم بودن غذا، مواد زائد در قسمت سیگمویید در رودهٔ بزرگ تجمع پیدا می‌کند و باعث افزایش فشار داخل لومن رودهٔ بزرگ می‌شود. در نهایت به علت فشار زیاد وارده، بافت پوششی درون رودهٔ بزرگ به شکل کیسه‌هایی کوچک از دیوارهٔ رودهٔ بزرگ بیرون می‌زند.

## تشخیص
پزشک پس از معاینه و سؤال در مورد وضعیت مزاجی بیمار چند آزمایش زیر را برای او تجویز خواهد کرد:
- انمای باریم: برای این آزمایش، به بیمار انما داده می‌شود. تزریق مایع از طریق مقعد به درون راست‌روده (با یک مایع که باعث می‌شود رودهٔ بزرگ در پرتو ایکس، نشان داده شود)
- کولونوسکوپی: پزشک لوله‌ای را به همراه دوربین درون رودهٔ بیمار می‌فرستد. در این آزمایش بیمار توسط مواد بی‌حس کننده خواب آلوده می‌شود تا دردی احساس نکند.
- سی‌تی اسکن: در این نوع آزمایش هم می‌توان به کمک پرتوهای ایکس، کیسه‌های دستگاه گوارش را که احتمالاً ملتهب شده‌اند مشاهده کرد.
- سیگموئیدوسکوپی: در این آزمایش نیز پزشک یک لوله را به همراه دوربین از طریق مقعد به داخل انتهایی‌ترین قسمت راست‌روده می‌فرستد تا بتواند آنجا را بررسی کند.[۶]